# Bruce (Virginia Occidental)
Bruce es un área no incorporada ubicada dentro del Distrito Wilderness, una división civil menor del condado de Nicholas (Virginia Occidental), Estados Unidos. Está catalogada como un asentamiento humano por la Junta de Nombres Geográficos de los Estados Unidos.
El número de identificación (ID) asignado por el Servicio Geológico de Estados Unidos es 1553997.

## Geografía
Se encuentra a una altitud de 799 metros sobre el nivel del mar (2622 pies) según el conjunto de datos de elevación nacional.